# Gaius Gracchus
Gaius Sempronius Gracchus (154 př. n. l. – 121 př. n. l.) byl římský politik a mladší bratr Tiberia Graccha, s nímž sdílel podobný osud. Gaius stejně jako Tiberius zastával reformní politický program hnutí populárů (populares). Odpor optimátů (optimates) – konzervativních sil v římském senátu – vůči jeho politice ho však nakonec stál vlastní život.

## Původ a mládí
Gaius se narodil v roce 154 př. n. l. jako syn Tiberia Sempronia Graccha staršího (jenž v témže roce zemřel) a jeho manželky Cornelie Africany. Ačkoliv nenáleželi k patricijům, patřili Gracchové k politicky nejprominentnějším rodinám v Římě, jednak díky svému bohatství a jednak díky příbuzenským vazbám. Gaius byl vychováván svou matkou, Cornelií Africanou, velice ctihodnou a zásadovou římskou matrónou, která byla dcerou slavného vojevůdce Scipiona Africana staršího. Gaiova sestra se provdala za jiného významného římského generála, Scipiona Aemiliana.
Gaiova vojenská kariéra započala během numantské války, ve které sloužil jako vojenský tribun ve štábu svého švagra. Jako velmi mladý muž si dobře všímal politických zmatků, rozpoutaných při pokusu jeho bratra Tiberia prosadit pozemkovou reformu. V roce 133 př. n. l. byl Tiberius zabit na Kapitolu během potyčky se svými politickými nepřáteli, vedenými Publiem Corneliem Scipionem Nasicou, bratrancem Gracchů. Po jeho smrti se Gaius stal dědicem veškerého rodinného majetku. Další události prokázaly, že zdědil rovněž bratrovy politické názory.

## Politická dráha
Svoji kariéru politika Gaius zahájil v roce 126 př. n. l., kdy působil jako quaestor u konzula Lucia Aurelia Oresta na Sardinii. Po několika málo klidných letech, byl Gaius v roce 123 př. n. l. zvolen v Římě tribunem lidu, kterýžto úřad před ním vykonávali všichni jeho předkové. Optimáti záhy pochopili, že se jim na obzoru rýsují nové potíže. Gaius byl oddán podobným myšlenkám jako Tiberius, měl však dostatek času poučit se z bratrových chyb. Jeho program proto nezahrnoval pouze agrární reformu, díky které měla být bohatými nelegálně nabytá půda přerozdělena ve prospěch chudých, ale také zákon, jehož cílem byla regulace ceny obilí. Rovněž usiloval o omezení počtu let a tažení, po něž museli římští občané sloužit ve vojsku. S tím jsou spojeny i jiné vojenské zákony Gaia Graccha: do vojenské služby nesměli být přijímáni muži mladší 17 let, byly zrušeny srážky na oděv z vojenského žoldu a další. Gracchus dokonce prosadil i ve vojsku civilní demokratický status ius provocationis, tzv. staré římské právo na provokaci, chránící osobu římského občana před libovůlí úřadů, které se začalo používat i tehdy, chtěl-li si voják stěžovat na rozhodnutí velitele. Také chystal reformu soudů, trestání nelegálního nabývání majetku členy senátu, zákon zaměřený na zřízení poroty, která by posuzovala obvinění z korupce a jejíž členové by nebyli vybíráni z řad senátorů, nýbrž z jezdců (equites). Dále navrhoval přiznat římské občanství italským kmenům, které stály již po mnoho desetiletí věrně po boku Říma. Tím vším si ale proti sobě popudil vlivné senátory.
V roce 122 př. n. l. se Gaius v rozporu s ústavou ucházel podruhé o úřad tribuna lidu, který posléze získal díky drtivé podpoře římských nižších vrstev. V průběhu tohoto roku pokračoval v uskutečňování svých reforem, současně se ale musel vypořádávat se vzrůstajícím odporem senátu. Gaius se spolu s Marcem Fulviem Flaccem pokusil získat třetí tribunát v řadě, ovšem tentokrát neuspěl. V následujícím roce mu proto nezbývalo než přihlížet, jak nově zvolení konzervativní konzulové Quintus Fabius Maximus a Lucius Opimius postupně ruší všechny jeho zákony. Aby předešel úplnému zničení svého díla, rozhodl se Gaius podporovaný Flaccem neuznat výsledky voleb. Poté se oba chopili zbraní, načež se pokusili vynutit si svoji volbu násilím. Nato je senát prohlásil za nepřátele republiky a odsoudil k smrti. Flaccus byl pak zavražděn vlastním synem, avšak Gaiovi se podařilo za doprovodu svého věrného otroka Filokrata uniknout. Vědom si bezvýchodnosti své situace však Gaius podal Filokratovi svůj meč a poté mu přikázal, aby ho zabil. Když tak otrok učinil, proklál se nad tělem svého mrtvého pána i on. Jeden z Gaiových nepřátel oddělil jeho hlavu od těla. Tu prý poté vzal Opimiův klient Septimuleius, naplnil jí roztaveným olovem a donesl jí Opimiovi. Ten mu za ní vyplatil sedmnáct liber zlata, neboť přesně tolik hlava nebohého Gaia Graccha vážila. Po jeho smrti bylo prý zabito kolem 3000 mužů, podezřelých z podpory jeho reformám, a jejich majetek byl zkonfiskován.

## Rodina
Gaius Gracchus se oženil s Licinií Crassou, druhou dcerou Publia Licinia Crassa (konzula v roce 133 př. n. l.). Z jejich manželství vzešly dvě děti – syn a dcera. Jméno a další osud chlapce není znám. Jejich dcera, Sempronia Gracchae (žila zhruba mezi léty 123 př. n. l. až 63 př. n. l.), zdědila později veškerý majetek rodiny Gracchů a provdala se za Marca Fulvia Flacca Bambalia, syna Gaiova politického spojence Marca Fulvia Flacca. Jejich jediným dítětem byla Fulvia Flacca Bambala, která byla manželkou několika římských politiků, včetně Publia Clodia Pulchra a Marca Antonia.